# Koczkodan górski
Koczkodan górski (Allochrocebus lhoesti) – gatunek ssaka naczelnego z podrodziny koczkodanów (Cercopithecinae) w obrębie rodziny koczkodanowatych (Cercopithecidae). 

## Taksonomia
Gatunek po raz pierwszy zgodnie z zasadami nazewnictwa binominalnego opisał w 1899 roku angielski zoolog Philip Lutley Sclater nadając mu nazwę Cercopithecus l’hoesti. Miejsce typowe według oryginalnego opisu „Kongo” (ang. Congo), ograniczone w 1907 roku przez Reginalda Innesa Pococka do rejonu rzeki Tschepo, w pobliżu Kisangani, Demokratyczna Republika Konga. Holotyp to dorosła samica (sygnatura BMNH Mammals 1908.5.7.4) ze zbiorów Muzeum Historii Naturalnej w Londynie, która żyła w menażerii Londyńskiego Towarzystwa Zoologicznego od lipca 1898 do marca 1902, otrzymana w zamian za inny okaz z Zoo w Antwerpii.
A. ihoesti jest sympatryczny z Cercopithecus hamlyni i C. mitis w miejscach w których nachodzą na siebie ich zasięgi występowania. 
Autorzy Illustrated Checklist of the Mammals of the World uznają ten takson za gatunek monotypowy.

### Etymologia
- Allochrocebus: gr. αλλοχρως allokhrōs, αλλοχρωτος allokhrōtos „obco wyglądający”, od αλλος allos „inny”, χρως khrōs „skóra i ciało, cera, karnacja”; κηβος kēbos „długoogoniasta małpa”[10].
- ihoesti: Francois L’Hoest (1839–1904), dyrektor Zoo w Antwerpii w latach 1888–1904[11].

## Zasięg występowania
Koczkodan górski występuje we wschodniej Demokratycznej Republice Konga (od rzeki Lualaba na wschód do Lasu Równikowego Ituri, z dodatkową populacją na południe od dolnego biegu rzeki Lindi), w południowo-zachodniej Ugandzie, Rwandzie i północnym Burundi.

## Morfologia
Długość ciała (bez ogona) samic 45–55 cm, samców 54–70 cm, długość ogona samic 46–67 cm, samców 50–76 cm; masa ciała samic 3–4,5 kg, samców 6–10 kg.

## Status zagrożenia
W Czerwonej księdze gatunków zagrożonych Międzynarodowej Unii Ochrony Przyrody i Jej Zasobów został zaliczony do kategorii VU (ang. vulnerable ‘narażony’). 